# Martha Gruening

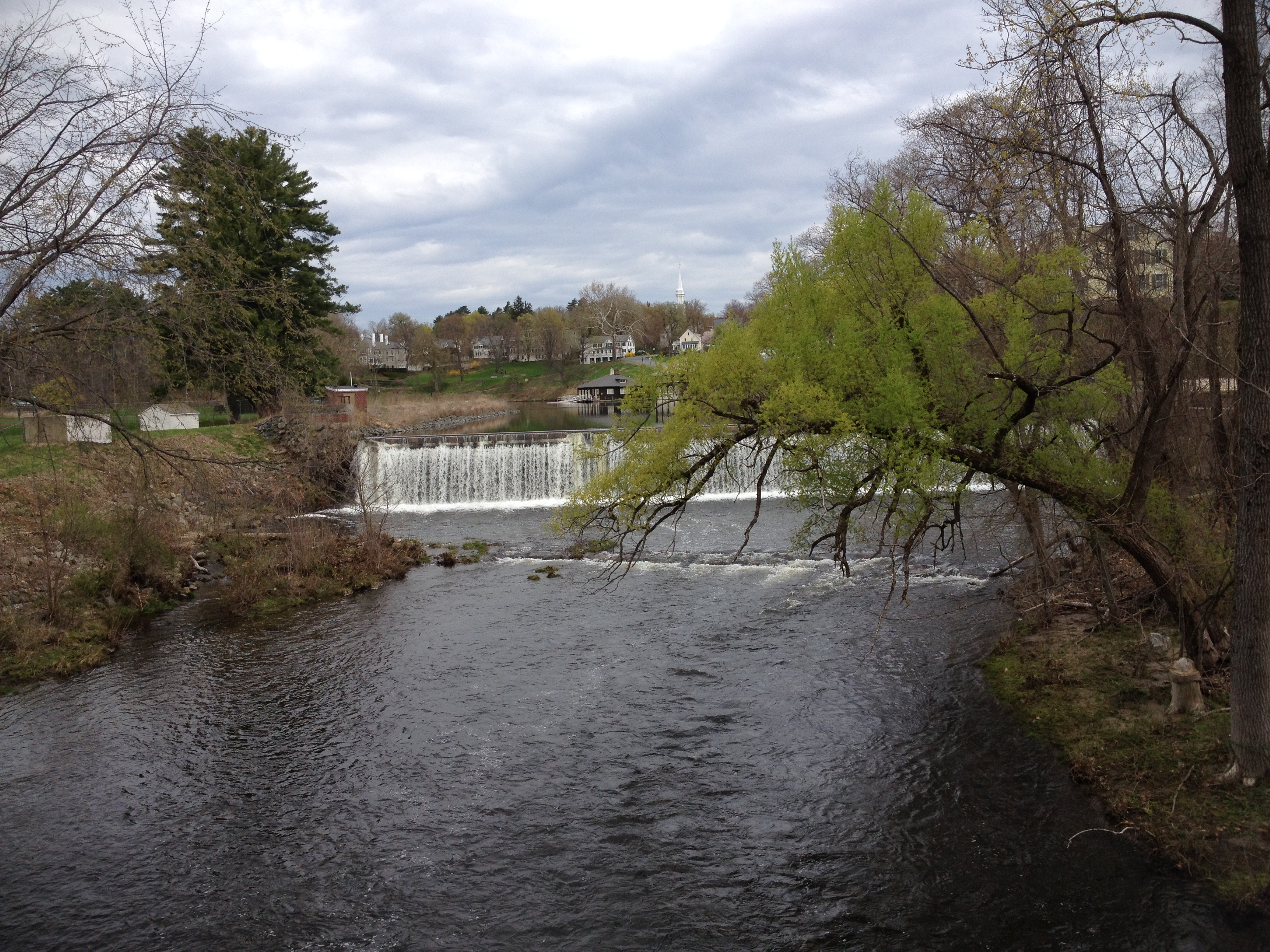
Diga dello Smith College

Martha Gruening (Filadelfia, 1889 – Filadelfia, 28 ottobre 1937) è stata una giornalista, poetessa, suffragetta e attivista per i diritti civili statunitense di origine ebrea. Gruening fu una delle prime sostenitrici dell'intersezionalità tra genere, razza e classe. I suoi scritti e le sue ricerche per la NAACP portarono all'avanzamento del Movimento per i diritti civili degli afroamericani e contribuirono ad includere le donne di colore nella lotta per il suffragio femminile.

## Prima infanzia e istruzione
Martha Gruening nacque a Filadelfia nel 1889, insieme ad altri quattro fratelli. Suo padre era un rinomato medico e incoraggiava discussioni aperte sulla disuguaglianza politica e sociale negli Stati Uniti. In quanto donna ebrea, dovette affrontare la propria forma di discriminazione, ma per il resto ebbe il privilegio di perseguire un'istruzione superiore. Frequentò la Ethical Culture School di New York, che rifletteva gli ideali progressisti della sua famiglia. Nel 1909 si laureò allo Smith College, un college esclusivo di arti liberali per donne. Qui fondò la lega universitaria della National American Woman Suffrage Association (NAWSA), per promuovere il suffragio femminile, che in seguito lasciò a causa del "rifiuto di far sedere un delegato afroamericano alla convention del 1912 ad Atlanta per placare i membri del sud sempre più potenti”.
La sua carriera educativa fu riaccesa dalla sua partecipazione allo Philadelphia Shirtwaist Strike (1909-1910). In risposta alla crescente negligenza e al desiderio di aumento dei salari, le lavoratrici hanno organizzato uno sciopero prolungato con molta opposizione. Gruening, che sosteneva i diritti delle donne, picchettò per settimane fino a quando non fu arrestata. Durante il tribunale notturno, Gruening informò il magistrato del motivo delle sue visite quotidiane alla fabbrica, “per verificare se la polizia stava arrestando giustamente i lavoratori”, al che il magistrato rispose: “sono le donne della vostra classe... che hanno agitato tutto questo conflitto”. Ciò fornì a Gruening un altro esempio della disparità di trattamento nei confronti delle donne. In risposta alla sua partecipazione e al suo arresto, fu mandata nella prigione di Moyamensing, di cui in seguito scrisse nelle sue pubblicazioni. La sua descrizione dettagliata degli “orrori nella cella di prigione” rinnovò la spinta dei riformatori e portò a ulteriori contributi. Dopo essere stata arrestata, Gruening rimase commossa da ciò che apprese sulla condotta della polizia, sul sistema legale, sulla disuguaglianza economica e sul potere del giornalismo. Dopo aver lavorato come giornalista freelance e aver viaggiato attraverso gli Stati Uniti come organizzatrice del movimento per il suffragio femminile, si iscrisse alla New York University of Law nel 1914. Il suo livello di istruzione era eccezionale per una donna in quel periodo.

## Opere importanti
Il lavoro di Martha Gruening come poetessa rifletteva le sue opinioni sociali progressiste. Prima del coinvolgimento degli Stati Uniti nella prima guerra mondiale, sorse una campagna, coniata dalla Campagna di preparazione. mirava a rafforzare le forze armate statunitensi e a ottenere il sostegno pubblico per inviare truppe in guerra. Per promuovere la discussione sull’intervento militare e sul patriottismo degli Stati Uniti, la rivista The Masses invitò i pensatori socialisti a condividere i loro pensieri sul patriottismo. Martha Gruening rispose con una poesia intitolata Prepared. È una poesia di una strofa che afferma la voce narrativa di un americano. Il narratore riflette sulla loro attuale libertà di commettere qualsiasi atto e decide che la violenza è una giusta difesa delle loro libertà. Gruening fornisce informazioni sulla sua idea di patriottismo, precisando di condannare l'ostentazione della parola da parte di una società le cui azioni non promuovono la libertà e la giustizia ma commettono invece atti che le impediscono.
Molte figure iconiche hanno espresso le loro opinioni sul movimento e sui suoi risultati per la cultura afroamericana durante il Rinascimento di Harlem. Nel suo saggio Negro Renaissance (1932), Martha Gruening espone i suoi pensieri sullo stato del movimento e su alcuni degli scritti più costruttivi che ne derivarono. Sebbene Gruening credesse che il movimento avesse ottenuto dei risultati, ammette che era stato "... pubblicizzato e sfruttato commercialmente e socialmente...". Gruening menziona anche l’idea di Alain Locke di una “coscienza comune”. Scrisse che sembravano più opere individuali o opere di una “coscienza definita” nel Rinascimento di Harlem. Inoltre, Gruening aggiunge che Not Without Laughter di Langston Hughes e My Antonia di Willa Cather sono entrambe espressioni costruttive di scrittori afroamericani. Scrive che sono entrambe storie in cui "...Il colore è un elemento aggiunto" e che non sono solo storie di famiglie di colore. Vedeva il beneficio di opere che mostravano storie mondane ma genuine scritte da afroamericani, al contrario di altre opere in cui gli autori sembravano "conformarsi agli standard bianchi."
Gruening è anche nota per la sua carriera con la NAACP e la rivista The Crisis. La sua amicizia con il caporedattore W. E. B. Du Bois derivava dal loro comune interesse per l'uguaglianza sociale. Sia lei che Du Bois criticarono il movimento del suffragio femminile per aver escluso le donne nere dalla partecipazione all'organizzazione. W.E.B Du Bois la citò nel suo articolo intitolato "Suffering Suffragettes", in cui condanna il razzismo all'interno del movimento di suffragio e loda Gruening per la lotta per l'inclusione delle donne di colore. Nel suo articolo "Two Suffrage Movements", Martha Gruening afferma che il movimento del suffragio è iniziato in risposta al movimento di abolizione. Sostiene che le donne non potrebbero difendere la libertà degli schiavi senza anche lottare per la libertà per se stesse o realizzare i paralleli nelle loro circostanze. Afferma che sia gli schiavi che le donne bianche erano stati privati dei diritti civili, privati di un'istruzione, e non visti come esseri umani agli occhi del governo. Tuttavia la lotta contro la disuguaglianza di genere non veniva favorita da tutti. "Alla fine fu approvato da una piccola maggioranza, ma nel corso della discussione solo due dei presenti, Elizabeth Cady Stanton e Frederick Douglass, l’hanno calorosamente favorita. Soltanto loro in questa fase sembrano aver compreso il fatto che tutti i diritti e i privilegi risalgono a questo diritto fondamentale. Nonostante la tempesta di ridicolo e abusi scoppiata dopo la convenzione, Douglass mantenne la sua posizione e difese brillantemente la convenzione nel suo giornale, The North Star". Martha Gruening cita direttamente Sojourner Truth alla Convention di Akron, citato da "Reminiscence of Mrs. Frances D. Gage". Dice che incidenti come quello di Truth sono fin troppo frequenti e che i riformatori di entrambe le parti spesso ignorano i paralleli tra schiavi e donne. Gruening conclude che tutti, indipendentemente dal colore o dal sesso, devono capire che “i diseredati della terra hanno una causa comune”.
Il saggio di Gruening "With Malice Afterthought" fu pubblicato su The Forum (rivista americana) nel gennaio 1916. Qui si difese con veemenza contro la pena di morte, scrivendo la storia di un certo Frank Johnson. Il saggio racconta i tentativi di Johnson di suicidarsi, solo per essere fermato dai medici della prigione. I medici poi lo curano finché non comincia a voler vivere di nuovo. Quindi lo giustiziano. Anche se breve, è un articolo emozionante e fondamentale che trasmette il lato orribile della pena di morte.
Gruening prestò servizio come assistente segretario della National Association for the Advancement of Colored People e scrisse rapporti su eventi nazionali per l'associazione. La sua ricerca sui linciaggi negli Stati Uniti è stata fondamentale per la NAACP. Aiutata dal NAACP Field Investigator Helen Boardman, aiutò a organizzare dati verificabili nel primo libro della NAACP, Trent'anni di linciaggio negli Stati Uniti 1889-1918. Le due donne raccolsero tutti i dati manualmente, documentando 2.224 linciaggi: 702 bianchi (11 femminili), 2.522 "di colore" (50 femminili). Le informazioni erano accompagnate da 100 resoconti individuali di linciaggi, comprese le storie di 11 donne (quattro incinte) che affrontavano la percezione generale del linciaggio. Il libro e la ricerca di Gruening erano essenziali per aumentare la consapevolezza dell'orrore dei linciaggi negli Stati Uniti.
Oltre a scrivere del suo lavoro sul campo, ha scritto molte recensioni di libri per le diverse pubblicazioni per cui ha lavorato. Nella sua recensione di Theodore Stanton, The Life and Letters of Elizabeth Cady Stanton (1922), celebra la forza e la riluttanza della Stanton a conformarsi agli standard sociali per le donne. Nella sua recensione Gruening racconta anche della presenza della Stanton alla Convenzione mondiale contro la schiavitù e come, oltre al suo significato per il movimento abolizionista, abbia anche significato per Stanton una spinta verso "l'emancipazione delle donne" per via della sua "esclusione delle donne delegate". Oltre a scrivere della sua approvazione e onorare i successi della Stanton, Gruening implica anche la sua opinione che le donne afroamericane dovrebbero avere un posto all'interno del movimento delle donne, affrontando l'allontanamento della Stanton con gli abolizionisti che ignoravano le donne afroamericane americane nel caso del XIV emendamento. Gruening commenta la domanda di Stanton in risposta al loro disprezzo: "La razza africana è composta interamente da maschi?" a cui Gruening aggiunge, “una questione non priva di interesse oggi che un numero considerevole di femministe credono apparentemente che solo la razza caucasica abbia delle femmine”.

## Eredità
Martha Gruening ha partecipato e scritto sull'educazione progressista in Europa. Nel 1917, adottò un giovane ragazzo afroamericano di nome David Butt e lo allevò come madre single in un contesto di pregiudizi sociali e incertezza economica. Era intenzionata a fondare una scuola libertaria in modo che lui e gli altri bambini, indipendentemente dalla razza o dal background, potessero ricevere un'istruzione. Sfortunatamente la scuola non ebbe successo e David Butt morì tragicamente giovane, a venticinque anni. Dopo la morte del figlio, continuò fino alla fine a difendere i diritti civili degli afroamericani. Il 28 ottobre 1937, all'età di 48 anni, Martha Gruening subì un aneurisma cerebrale che le tolse la vita. La sua eredità è definita dal lavoro che ha svolto per la NAACP e dal modo in cui ha combattuto per i diritti degli altri.

## Gomez Mill House

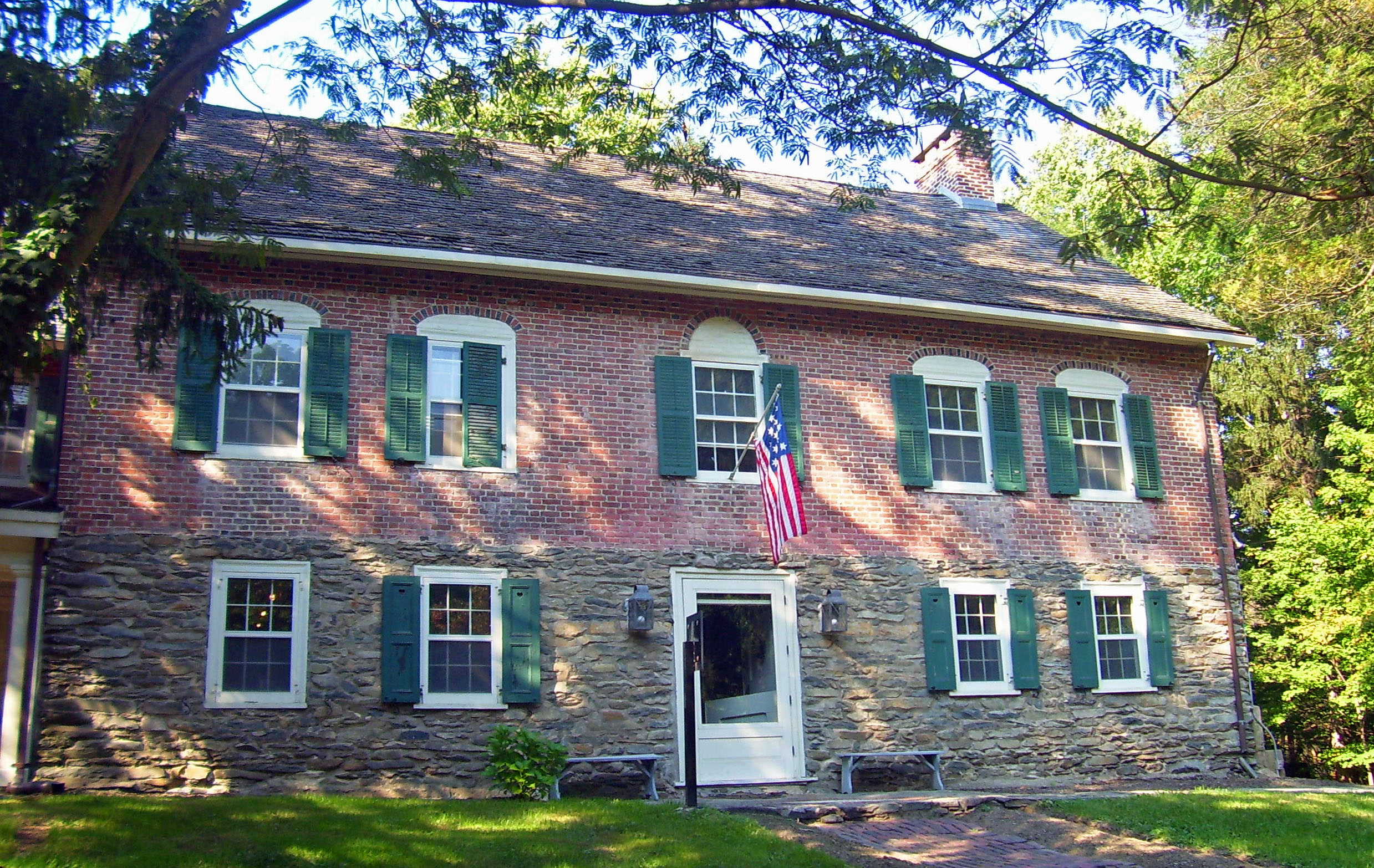
Un'immagine della Gomez Mill House, che Gruening comprò nel 1918 per lei e il suo figlio appena adottato

Tre anni dopo aver adottato un bambino afro-americano, David Butt, figlio di due artisti teatrali afroamericani provenienti dalla Carolina del Sud, Gruening acquistò la Gomez Mill House nel 1918 per fornirgli un'istruzione adeguata. Fondò la Mill House come "Scuola internazionale libertaria" che forniva istruzione ai bambini di tutte le razze. Martha ha incoraggiato i modelli europei progressisti di istruzione e ha collaborato con Helen Boardman, una collaboratrice della NAACP. Sebbene fosse elencata come fondata in un almanacco del 1921, non ci sono ulteriori prove che la scuola sia mai stata aperta al pubblico. Successivamente Gruening permise che la Gomez Mill House fosse venduta nel 1923 da Helen Boardman.